# São Vicente Ferrer (Pernambuco)
São Vicente Férrer è un comune del Brasile nello Stato del Pernambuco, parte della mesoregione dell'Agreste Pernambucano e della microregione del Médio Capibaribe.